# NBA G League
La NBA G League è la lega professionistica di pallacanestro di sviluppo della NBA. Fondata nel 2001 come National Basketball Development League (NBDL), nel 2005 è diventata NBA Development League (NBA D-League) per poi essere rinominata nel 2017 in seguito a un accordo di sponsorizzazione con Gatorade. La lega è composta da 31 squadre, 29 delle quali sono affiliate direttamente a franchigie NBA.

## La nascita e lo scopo della lega

Logo in uso dal 2005 al 2017

Fondata nel 2001 sotto il nome di NBDL (National Basketball Development League), per volontà della NBA, e divenuta nel 2005 NBA D-League, questa lega nasce con l'intento di dare una possibilità a tutti quei giovani giocatori che non sono riusciti ad entrare nel mondo della NBA attraverso i draft, dove c'è una forte selezione divenuta oggi internazionale, o che non trovano posto nei roster delle trenta franchigie NBA.
Infatti, attraverso un sistema di affiliazione delle squadre della D-League ad una o più franchigie della NBA, questi giocatori possono essere seguiti e visionati dai manager e dirigenti NBA, ed essere messi sotto contratto, dopo aver dimostrato le proprie doti cestistiche, in un campionato comunque ben organizzato e competitivo, con ben 48 partite di regular-season, come la D-League.
Molti giocatori, fino ad oggi, hanno già fatto il grande salto dalla D-League alla NBA, con contratti a lungo o breve termine.
Questa lega inoltre non serve per mettersi in mostra solo ai giocatori, ma anche agli allenatori, che possono far vedere le proprie qualità tecniche ed organizzative.
Lo slogan con il quale la NBA promuove la NBA D-League è The NBA Dream Starts Here (Il sogno NBA inizia qui).

## Allocazione giocatori
I giocatori della D-League non firmano un contratto con le varie squadre di federazione, ma con la lega stessa. I roster di ogni singola squadra della D-League consistono in un totale di 12 giocatori, 10 (o meno) sono giocatori della D-League e 2 (o più) sono giocatori NBA. I roster vengono formati in diversi modi: giocatori degli anni passati, giocatori presi dai Draft della D-League, assegnazioni dalle squadre NBA, e provini locali.
Ogni squadra NBA può assegnare due giocatori al primo o al secondo anno, alla propria affiliata nella D-League. Se più di due giocatori NBA sono assegnati a una squadra, la squadra deve ridurre i giocatori D-League per portare il numero del roster a 12. Ogni squadra ha anche la possibilità di effettuare provini locali, ed un giocatore viene scelto ed assegnato ad una squadra.
Le squadre NBA possono chiamare giocatori dalla D-League quante volte desiderano, ma un giocatore singolo può essere assegnato alla D-League solo tre volte in una intera stagione.

## Le squadre
Alla nascita della lega le squadre partecipanti erano solamente otto, e non esisteva un ben definito sistema di affiliazione alle franchigie NBA.
Oggi, invece, il numero delle squadre è cresciuto considerevolmente, grazie anche alla crescita della lega. Le expansion teams del 2006 hanno portato a partecipare un complesso di dodici squadre, tutte affiliate ad una, due o tre franchigie NBA.
Nella stagione 2007-08 ci sono state quattro nuove expansion teams: gli Utah Flash, una squadra con sede nel sud del Texas, i Rio Grande Valley Vipers, una a Des Moines, gli Iowa Energy, e i Fort Wayne Mad Ants nell'Indiana, portando il numero delle squadre a quattordici. Inoltre la lega sarà divisa per la prima volta in tre divisions: la Central Division con 4 squadre, la Southwest Division e la West Division con 5 squadre. Nella stagione 2008-09 altre due squadre di espansione hanno portato il numero totale delle squadre a 16, con l'ingresso degli Erie BayHawks e dei Reno Bighorns.
Nel 2009-10 si sono sciolti i Bakersfield Jam, sostituiti dai Maine Red Claws, mentre gli Anaheim Arsenal si sono trasferiti a Springfield (Massachusetts). Nel 2010-11 gli Albuquerque Thunderbirds sono diventati i New Mexico Thunderbirds, mentre i Los Angeles D-Fenders hanno sospeso le operazioni.
Nel 2011-12 i New Mexico Thunderbirds sono diventati i Canton Charge, mentre nel 2012-13 i Dakota Wizards sono diventati i Santa Cruz Warriors. La stagione successiva gli Utah Flash sono diventati i Delaware 87ers. Nel 2014-15 gli Springfield Armor si trasferirono a Walker nel Michigan, assumendo la nuova denominazione di Grand Rapids Drive. Anche i Tulsa 66ers si trasferirono, ad Oklahoma City, assumendo la denominazione di Oklahoma City Blue. Gli Austin Toros cambiarono denominazione in Austin Spurs. Venne ammessa inoltre la nuova squadra dei Westchester Knicks.
Nel 2015-16 venne ammessa la prima squadra canadese: i Raptors 905; mentre nella stagione successiva sono entrate tre squadre controllate da altrettante franchige NBA: i Greensboro Swarm (Charlotte Hornets), i Windy City Bulls (Chicago Bulls) e i Long Island Nets (Brooklyn Nets). Allo stesso tempo gli Idaho Stampede sono diventati i Salt Lake City Stars, e i Bakersfield Jam - acquistati dai Phoenix Suns - sono diventati i Northern Arizona Suns.
Nel 2017-18 vennero ammesse tre nuove squadre: gli Agua Caliente Clippers, i Memphis Hustle e i Wisconsin Herd. Gli Erie BayHawks si trasferirono a Lakeland diventando i Lakeland Magic, mentre i Los Angeles D-Fenders diventarono i South Bay Lakers; infine gli Iowa Energy presero il nome di Iowa Wolves.
Nel 2019 è stato annunciato ingresso della squadra messicana dei Capitanes de Ciudad de México per la stagione 2020-21 ma per causa della pandemia la prima partita viene svolta nella stagione 2021-22.

### Squadre attuali
| Eastern Conference            | Eastern Conference            | Eastern Conference                | Eastern Conference | Eastern Conference | Eastern Conference  | Eastern Conference | Eastern Conference | Eastern Conference | Eastern Conference |
| Squadra                       | Città                         | Arena                             | Capacità           | Fondazione         | Affiliazione NBA    | Modello proprietà  |                    |                    |                    |
| ----------------------------- | ----------------------------- | --------------------------------- | ------------------ | ------------------ | ------------------- | ------------------ | ------------------ | ------------------ | ------------------ |
| Capital City Go-Go            | Washington, D.C.              | CareFirst Arena                   | 4.200              | 2018               | Wash. Wizards       | controllata        |                    |                    |                    |
| Cleveland Charge              | Cleveland, Ohio               | Public Hall                       | 10.000             | 2001               | Cleveland Cavaliers | controllata        |                    |                    |                    |
| College Park Skyhawks         | College Park, Georgia         | Gateway Center Arena              | 3.500              | 2017               | Atlanta Hawks       | controllata        |                    |                    |                    |
| Delaware Blue Coats           | Wilmington, Delaware          | Chase Fieldhouse                  | 2.500              | 2007               | Philadelphia 76ers  | controllata        |                    |                    |                    |
| Grand Rapids Gold             | Grand Rapids, Michigan        | Van Andel Arena                   | 11.500             | 2006               | Denver Nuggets      | ibrida             |                    |                    |                    |
| Greensboro Swarm              | Greensboro, Carolina del Nord | Greensboro Coliseum Fieldhouse    | 2.500              | 2016               | Charlotte Hornets   | controllata        |                    |                    |                    |
| Long Island Nets              | Uniondale, New York           | Nassau Veterans Memorial Coliseum | 13.500             | 2016               | Brooklyn Nets       | controllata        |                    |                    |                    |
| Maine Celtics                 | Portland, Maine               | Portland Exposition Building      | 3.100              | 2009               | Boston Celtics      | controllata        |                    |                    |                    |
| Motor City Cruise             | Detroit, Michigan             | Wayne State Fieldhouse            | 3.000              | 2003               | Detroit Pistons     | controllata        |                    |                    |                    |
| Noblesville Boom              | Noblesville, Indiana          | The Arena at Innovation Mile      | 3.400              | 2007               | Indiana Pacers      | controllata        |                    |                    |                    |
| Osceola Magic                 | Kissimmee, Florida            | Silver Spurs Arena                | 10.000             | 2008               | Orlando Magic       | controllata        |                    |                    |                    |
| Raptors 905                   | Mississauga, Ontario          | Paramount Fine Foods Centre       | 5.000              | 2015               | Toronto Raptors     | controllata        |                    |                    |                    |
| Westchester Knicks            | White Plains, New York        | Westchester County Center         | 5.000              | 2014               | N.Y. Knicks         | controllata        |                    |                    |                    |
| Windy City Bulls              | Hoffman Estates, Illinois     | Now Arena                         | 10.000             | 2016               | Chicago Bulls       | controllata        |                    |                    |                    |
| Wisconsin Herd                | Oshkosh, Wisconsin            | Oshkosh Arena                     | 3.500              | 2017               | Milwaukee Bucks     | controllata        |                    |                    |                    |
| Western Conference            |                               |                                   |                    |                    |                     |                    |                    |                    |                    |
| Squadra                       | Città                         | Arena                             | Capacità           | Fondazione         | Affiliazione NBA    | Modello proprietà  |                    |                    |                    |
| Austin Spurs                  | Cedar Park, Texas             | H-E-B Center at Cedar Park        | 7.200              | 2001               | San Antonio Spurs   | controllata        |                    |                    |                    |
| Birmingham Squadron           | Birmingham, Alabama           | Legacy Arena                      | 17.654             | 2019               | N.O. Pelicans       | controllata        |                    |                    |                    |
| Capitanes de Ciudad de México | Città del Messico             | Arena Ciudad de México            | 22.300             | 2017               |                     |                    |                    |                    |                    |
| Iowa Wolves                   | Des Moines, Iowa              | Wells Fargo Arena                 | 16.110             | 2007               | Minnesota T'wolves  | controllata        |                    |                    |                    |
| Memphis Hustle                | Southaven, Mississippi        | Landers Center                    | 8.362              | 2017               | Memphis Grizzlies   | controllata        |                    |                    |                    |
| Oklahoma City Blue            | Oklahoma City, Oklahoma       | Paycom Center                     | 18.203             | 2001               | Oklahoma Thunder    | controllata        |                    |                    |                    |
| Rio Grande Valley Vipers      | Edinburg, Texas               | Bert Ogden Arena                  | 7.688              | 2007               | Houston Rockets     | ibrida             |                    |                    |                    |
| Rip City Remix                | Portland, Oregon              | Chiles Center                     | 4.852              | 2023               | Portland T. Blazers | controllata        |                    |                    |                    |
| Salt Lake City Stars          | West Valley City, Utah        | Maverik Arena                     | 12.500             | 1997               | Utah Jazz           | controllata        |                    |                    |                    |
| San Diego Clippers            | Oceanside, California         | Frontwave Arena                   | 7.500              | 2017               | L.A. Clippers       | controllata        |                    |                    |                    |
| Santa Cruz Warriors           | Santa Cruz, California        | Kaiser Permanente Arena           | 2.505              | 1995               | G.S. Warriors       | controllata        |                    |                    |                    |
| Sioux Falls Skyforce          | Sioux Falls, South Dakota     | Sanford Pentagon                  | 3.250              | 1989               | Miami Heat          | controllata        |                    |                    |                    |
| South Bay Lakers              | El Segundo, California        | UCLA Health Training Center       | 750                | 2006               | L.A. Lakers         | controllata        |                    |                    |                    |
| Stockton Kings                | Stockton, California          | Stockton Arena                    | 11.193             | 2008               | Sacramento Kings    | controllata        |                    |                    |                    |
| Texas Legends                 | Frisco, Texas                 | Comerica Center                   | 4.500              | 2006               | Dallas Mavericks    | ibrida             |                    |                    |                    |
| Valley Suns                   | Tempe, Arizona                | Mullett Arena                     | 5.000              | 2024               | Phoenix Suns        | controllata        |                    |                    |                    |

## Albo d'oro
| Stagione  | Campioni                                      | Serie / Risultato                             | Contendente                                   |
| 2001-2002 | Greenville Groove                             | 2-0 (serie al meglio delle tre)               | N.C. Lowgators                                |
| 2002-2003 | Mobile Revelers                               | 2-1 (serie al meglio delle tre)               | Fayet. Patriots                               |
| 2003-2004 | Asheville Altitude                            | 108-106 (dopo OT)                             | Huntsville Flight                             |
| 2004-2005 | Asheville Altitude                            | 90-67                                         | Columbus Riverdr.s                            |
| 2005-2006 | Albuquerque T'birds                           | 119-108                                       | Fort Worth Flyers                             |
| 2006-2007 | Dakota Wizards                                | 129-121 (dopo OT)                             | Colorado 14ers                                |
| 2007-2008 | Idaho Stampede                                | 2-1 (serie al meglio delle tre)               | Austin Toros                                  |
| 2008-2009 | Colorado 14ers                                | 2-0 (serie al meglio delle tre)               | Utah Flash                                    |
| 2009-2010 | R.G.V. Vipers                                 | 2-0 (serie al meglio delle tre)               | Tulsa 66ers                                   |
| 2010-2011 | Iowa Energy                                   | 2-1 (serie al meglio delle tre)               | R.G.V. Vipers                                 |
| 2011-2012 | Austin Toros                                  | 2-1 (serie al meglio delle tre)               | L.A. D-Fenders                                |
| 2012-2013 | R.G.V. Vipers                                 | 2-0 (serie al meglio delle tre)               | S.C. Warriors                                 |
| 2013-2014 | F.W. Mad Ants                                 | 2-0 (serie al meglio delle tre)               | S.C. Warriors                                 |
| 2014-2015 | S.C. Warriors                                 | 2-0 (serie al meglio delle tre)               | F.W. Mad Ants                                 |
| 2015-2016 | S. Falls Skyforce                             | 2-1 (serie al meglio delle tre)               | L.A. D-Fenders                                |
| 2016-2017 | Raptors 905                                   | 2-1 (serie al meglio delle tre)               | R.G.V. Vipers                                 |
| 2017-2018 | Austin Spurs                                  | 2-0 (serie al meglio delle tre)               | Raptors 905                                   |
| 2018-2019 | R.G.V. Vipers                                 | 2-1 (serie al meglio delle tre)               | Long Island Nets                              |
| 2019-2020 | Interrotta a causa della Pandemia di COVID-19 | Interrotta a causa della Pandemia di COVID-19 | Interrotta a causa della Pandemia di COVID-19 |
| 2020-2021 | Lakeland Magic                                | 97-78                                         | Del. Blue Coats                               |
| 2021-2022 | R.G.V. Vipers                                 | 2-0 (serie al meglio delle tre)               | Del. Blue Coats                               |
| 2022-2023 | Del. Blue Coats                               | 2-0 (serie al meglio delle tre)               | R.G.V. Vipers                                 |
| 2023-2024 | Oklahoma Blue                                 | 2-1 (serie al meglio delle tre)               | Maine Celtics                                 |
| 2024-2025 | Stockton Kings                                | 2-1 (serie al meglio delle tre)               | Osceola Magic                                 |

### Titoli NBA G League vinti per franchigia
| Franchigia        | Titoli | Anni                   |
| ----------------- | ------ | ---------------------- |
| R.G.V. Vipers     | 4      | 2010, 2013, 2019, 2022 |
| Oklahoma Blue     | 3      | 2004, 2005, 2024       |
| Austin Spurs      | 2      | 2012, 2018             |
| S.C. Warriors     | 2      | 2007, 2015             |
| Stockton Kings    | 1      | 2025                   |
| Del. Blue Coats   | 1      | 2023                   |
| Lakeland Magic    | 1      | 2021                   |
| Raptors 905       | 1      | 2017                   |
| S. Falls Skyforce | 1      | 2016                   |
| F.W. Mad Ants     | 1      | 2014                   |
| Iowa Energy       | 1      | 2011                   |
| Texas Legends     | 1      | 2009                   |
| S.L.C. Stars      | 1      | 2008                   |
| Canton Charge     | 1      | 2006                   |
| Mobile Revelers   | 1      | 2003                   |
| Greenville Groove | 1      | 2002                   |

## Presidenti
- Phil Evans[26] (2001-2007)
- Dan Reed[27] (2007-2014)
- Malcolm Turner[28] (2014-2019)
- Shareef Abdur-Rahim[29] (2019-presente)

## Premi annuali e onorificenze
Giocatori
- NBA G League Most Valuable Player Award
- NBA G League Finals Most Valuable Player Award
- NBA G League Defensive Player of the Year Award
- NBA G League Rookie of the Year Award
- NBA G League Most Improved Player Award
- Jason Collier Sportsmanship Award
- All-NBA G League Team
- NBA G League All-Defensive Team
- NBA G League All-Rookie Team

Allenatori e dirigenti
- NBA G League Coach of the Year Award
- NBA G League Team Executive of the Year Award
- NBA G League Basketball Executive of the Year Award

Cancellati
- NBA Development League Impact Player of the Year Award
- NBA Development League All-Star Game
- NBA Development League All-Star Game MVP